# 科比耶尔 (弗里堡州)
科比耶尔（法語：Corbières，法語發音：[kɔʁbjɛʁ] ⓘ)）是瑞士弗里堡州的市镇，位於該國西部，面積9.6平方公里，海拔高度714米，2011年人口735，八成半人口信奉羅馬天主教，人口密度每平方公里77人。